# Suszewo (gmina Sztip)
Suszewo (mac. Сушево) – opuszczona wieś w gminie miejskiej Sztip w środkowej Macedonii Północnej.

## Demografia
Według spisu ludności z 2021 we wsi Suszewo mieszkało 0 mieszkańców.

### Rasy i pochodzenie
Według spisu ludności z 2002 roku we wsi Suszewo mieszkało 11 Arumunów.